# Francesco Vinci
Francesco Vinci, talvolta menzionato come Vinci III (New York, 2 maggio 1910 – 9 febbraio 1990), è stato un rugbista a 15 e allenatore di rugby a 15 italiano, tre quarti centro, membro fondatore del Rugby Roma e della S.S. Lazio Rugby, componente della formazione dell'incontro d’esordio della Nazionale italiana della quale fu, in seguito, anche allenatore.

## Biografia
Nato a New York (Stati Uniti), figlio del diplomatico Adolfo Vinci, Francesco era il terzo di quattro fratelli, tutti dediti al rugby; per tale ragione è conosciuto anche come Vinci III.
Insieme ai suoi fratelli Eugenio, Paolo e Piero fu tra i fondatori, nel 1927, della prima squadra di rugby a Roma, la branca rugbistica della Polisportiva Lazio, e scese in campo nella prima gara di tale disciplina disputata nella Capitale, contro il XIII Leonessa Brescia allo Stadio Nazionale; prese, ancora, parte al primo campionato assoluto di rugby, giungendo fino alla finale persa contro l'Ambrosiana.
Nel 1929 a Barcellona fu, ancora insieme ai suoi tre fratelli, in campo per la partita d'esordio della Nazionale italiana di rugby, contro la Spagna, anch'essa al suo debutto internazionale.
Il 21 ottobre 1930, nell'appartamento di famiglia nella zona di villa Torlonia, i quattro fratelli Vinci furono tra i soci fondatori della Rugby Roma; con tale squadra Francesco Vinci si aggiudicò due scudetti nel 1935 e nel 1937 e, dopo la guerra, divenutone allenatore, guidandola a ulteriori due titoli nel 1948 e 1949.
Francesco Vinci vanta il singolare primato di essere l'ultimo marcatore del rugby internazionale tra le due guerre: il 5 maggio 1940, data della sua quindicesima e ultima presenza in nazionale, realizzò infatti a Stoccarda contro la Germania un calcio in drop che diede all'Italia la vittoria finale per 4-0.
La seconda guerra mondiale interruppe qualsiasi attività internazionale, che riprese solo nel 1946.
Nel 1950 Vinci fu, per un breve periodo, allenatore della Nazionale e, nel 1951, fu l'artefice della rifondazione della sezione rugbistica della S.S. Lazio.

## Palmarès

### Giocatore
- Campionati italiani: 2
Rugby Roma: 1934-35, 1936-37

### Allenatore
- Campionati italiani: 2
Rugby Roma: 1947-48, 1948-49